# Ayreon
Ayreon es un proyecto musical del compositor neerlandés Arjen Lucassen, cuyo estilo radica principalmente en el rock progresivo y el heavy metal, aunque también incluye elementos de la música folk, metal progresivo, metal sinfónico y música electrónica. La mayoría de los álbumes de Ayreon tienen el formato de ópera rock, en los que se desarrolla una historia compleja protagonizada por varios personajes, cada uno de ellos interpretado por un vocalista.
El estilo de Ayreon se caracteriza por el uso de instrumentos de rock tradicionales (guitarras, bajo, batería, sintetizadores analógicos, órganos electrónicos) mezclados con instrumentos de música clásica y folklórica (mandolinas, violines, violas, cellos, flautas, cítaras, etc)
Arjen Lucassen es el hombre que compone la música y la letra, y canta y toca en todos los álbumes de Ayreon junto a varios músicos invitados. Su colaborador más recurrente es el baterista Ed Warby, y el flautista Jeroen Goossens participó en todos los álbumes de Ayreon desde The Human Equation en 2004.
Después de confirmar que dejaría de continuar la discografía de Ayreon tras la salida de 01011001, el 9 de octubre de 2012 anunció mediante un video en tono bromista que volvería a grabar un nuevo disco empezando una línea argumental totalmente diferente. En marzo de 2013 se confirmó que dicho álbum se llamará The Theory of Everything.
En septiembre de 2015, The Human Equation fue interpretado en vivo en una producción teatral llamada The Theater Equation. 
En octubre de 2016, Arjen Lucassen anuncio a través de su página de Facebook, que lanzaría un nuevo álbum de Ayreon en la primera mitad de 2017. También anunciando gradualmente a los cantantes que participarían en dicho álbum. Adicionalmente en noviembre de 2016 anunció que Ayreon presentaría 3 diferentes conciertos del 15 al 17 de septiembre de 2017, teniendo como invitado a 16 vocalistas que han participado en los diferentes álbumes de Ayreon. 
Ayreon Universe incluyó a Floor Jansen y Marco Hietala (Nightwish), Russell Allen (Symphony X), Damian Wilson (Threshold), Hansi Kürsch (Blind Guardian), Tommy Karevik (Kamelot, Seventh Wonder), Anneke van Giersbergen (The Gentle Storm), Jonas Renkse (Katatonia), Mike Mills (Toehider), Marcela Bovio (Stream of Passion), Irene Jansen (Ayreon), Robert Soeterboek (Star One), Edward Reekers (Kayak), Jan van Feggelen (Ayreon), Magali Luyten (Nightmare) y Lisette van den Berg (Scarlet Stories).

## Historia

### Orígenes: The Final Experiment y Actual Fantasy (1995-1998)
El primer CD de Ayreon, lanzado en 1995, es The Final Experiment, el cual tiene una mezcla de ciencia ficción y temas medievales. El álbum cuenta con trece cantantes y siete instrumentistas, la mayoría de ellos holandeses. The Final Experiment a menudo se menciona como una de las primeras óperas de metal. Originalmente, el álbum se tituló Ayreon: The Final Experiment, con el artista incluido en la lista como Arjen Lucassen, pero en el relanzamiento, el título fue cambiado a The Final Experiment, y el artista fue cambiado a Ayreon.
Actual Fantasy de 1996 es el único álbum de Ayreon sin una historia continua. Sin embargo, con sus historias de fantasía individuales, aún puede considerarse un álbum conceptual. Solo hay tres cantantes y tres instrumentistas en Actual Fantasy. Los temas inspirados en las canciones de este álbum se pueden encontrar en lanzamientos posteriores de Ayreon, particularmente en los dos álbumes de Universal Migrator. El álbum no se vendió tan bien como su predecesor.

### Continuación de la historia de Ayreon (1998-2008)
El álbum doble Into the Electric Castle siguió en 1998, continuando la historia de The Final Experiment. El álbum cuenta con ocho cantantes, cada uno interpretando un papel de un solo personaje, y once instrumentistas. Arjen ha declarado que quería que este álbum en particular fuera un disco más libre ("puro escapismo") que los anteriores, y retrato a sus personajes al estilo películas de bajo presupuesto. El álbum fue un gran éxito y es ampliamente considerado como uno de los mejores álbumes de Ayreon.
Los álbumes gemelos de Universal Migrator se lanzaron en 2000. El primer álbum, The Dream Sequencer consiste en rock progresivo suave y atmosférico, mientras que el segundo álbum, Flight of the Migrator, consiste más en heavy metal. Ambos álbumes cuentan con alrededor de diez cantantes apoyados por muchos instrumentistas. Uno de los invitados más notables fue Bruce Dickinson de Iron Maiden, quien hizo una aparición en el álbum Flight of the Migrator, en la canción Into the black hole. 
Poco después de Universal Migrator llegó Ayreonauts Only, un álbum generalmente destinado a ser solo para fanáticos acérrimos de Ayreon. El álbum en sí fue el segundo en no seguir una historia específica; en su lugar, contenía versiones alternativas (con diferentes vocalistas o instrumentistas) de canciones existentes, o las demos originales utilizadas al grabarlas. Además, contenía una vista previa del próximo proyecto de Arjen, Ambeon. Es el único álbum de Ayreon que no fue relanzado por la compañía discográfica InsideOut.
En 2004 llegó The Human Equation. Como en Into the Electric Castle, hay varios cantantes, cada uno desempeñando su propio papel. Con The Human Equation, Ayreon se alejó de los temas habituales de ciencia ficción y fantasía, apostando más por un "aparentemente semi-normal" tema psicológico. 
Comenzando en 2004, después de cambiar de Transmission Records a InsideOut, Arjen comenzó a relanzar su catálogo de Ayreon en la nueva disquera, con mejoras que van desde básicas (The Universal Migrator, publicado como un juego de dos discos en lugar de dos álbumes separados) hasta drásticas (Actual Fantasy "Revisited", con batería, bajo, sintetizador y flauta completamente regrabados). En 2005, coincidiendo con el décimo aniversario de Ayreon, The Final Experiment se reeditó con un disco semi-acústico adicional.
A finales de septiembre de 2006, cuando el nuevo estudio de Arjen se terminó de construir, comenzó a hacer un nuevo álbum titulado 01011001, que se lanzó el 25 de enero de 2008. Este álbum era notablemente más oscuro que las versiones anteriores de Ayreon. Lucassen atribuye esto a la depresión y su divorcio ocurrido el año anterior. 
El 25 de abril de 2008, Arjen lanzó un nuevo EP de Ayreon llamado Elected. El EP presenta dos pistas de 01011001, una de The Human Equation y un cover de Alice Cooper (Elected), con las voces de Arjen y Tobias Sammet.
El 16 de septiembre de 2008, Arjen anunció en su sitio web oficial el lanzamiento de Timeline, su segundo álbum recopilatorio, que reunia canciones seleccionadas de todos los álbumes de Ayreon (y una canción inédita) en tres CD y un DVD. El álbum fue lanzado el 7 de noviembre de 2008 en Alemania, Austria y Suiza y toda la UE el 17 de noviembre de 2008. Fue lanzado en América el 13 de enero de 2009.

### Pausa (2008-2012)
Arjen tomó un descanso de Ayreon y completó el nuevo proyecto paralelo, Guilt machine, en 2009. También lanzó un segundo álbum de Star One en 2010, y luego un álbum en solitario bajo su propio nombre en 2012. 
Durante la pausa de Ayreon, Lucassen lanzó un álbum en solitario, Lost in the New Real, que también tiene lugar en el universo de Ayreon.

### Regreso y primeras actuaciones en vivo (2012-presente)
El 23 de agosto de 2012, Lucassen publicó en su canal de YouTube que había comenzado a componer "un nuevo proyecto". Oficialmente reveló que se trataba de otro álbum de Ayreon (previsto para 2013) el 9 de octubre de 2012.
Respondiendo a los comentarios de los fanáticos en su sitio web, Lucassen declaró el 12 de octubre que probablemente tomaría un año antes de que se completara el álbum. También afirmó que el álbum sería el comienzo de una nueva historia, aparte de los álbumes anteriores de Ayreon, y confirmó la presencia de Ed Warby como de costumbre. En marzo de 2013, Arjen reveló que el título del próximo álbum sería The Theory of Everything.
El álbum fue lanzado el 28 de octubre de 2013 y contó con 7 cantantes y 11 músicos invitados. Invitó a reconocidos músicos como Rick Wakeman de Yes, Keith Emerson de Emerson, Lake & Palmer, Jordan Rudess de Dream Theater y Steve Hackett de Genesis. Para los cantantes invitados, invitó a Janne "JB" Christoffersson de Grand Magus, Cristina Scabbia de Lacuna Coil, Marco Hietala de Nightwish, el nuevo vocalista de Kamelot Tommy Karevik y el vocalista de Toehider Michael Mills para interpretar a los personajes de la trama. Similar al álbum Human Equation, Arjen desarrolló una historia que tenía más un tema psicológico y que tomaba lugar en la Tierra, en vez del espacio exterior.
En 2015, The Human Equation se toco en vivo, en su totalidad, en una producción teatral a gran escala no oficial llamada The Theatre Equation. Se realizó cuatro veces, todas en el teatro Nieuwe Luxor en Róterdam entre el 18 y el 20 de septiembre. Fue producido por Shadow Freaks b.v., una productora fundada por la exgerente de Lucassen, Yvette Boertje. Lucassen no asumió su papel de Mejor Amigo (siendo reemplazado por Jermain "Wudstik" van der Bogt), pero apareció al final del concierto en el pequeño papel de "Forever of the Stars". 
También se desempeñó como asesor musical del proyecto y trabajó con el director musical del mismo, Joost van den Broek, para traducir la música al teatro. Aunque los espectáculos usaban el nombre de Ayreon y recibían la bendición de Lucassen, no eran conciertos oficiales de Ayreon; sin embargo, la última actuación se grabó y se lanzó como un álbum / DVD oficial de Ayreon en vivo el 17 de junio de 2016; Lucassen se hizo cargo de la mezcla del álbum.
En octubre de 2016, la página oficial de Facebook de Ayreon publicó un video anunciando un nuevo álbum para 2017, mencionando que el álbum contaría con un elenco de cantantes aún por anunciar, y también su cambio a una nueva disquera: Mascot Label Group. En enero de 2017, Lucassen reveló la portada del álbum y su título: The Source. En el estilo típico del proyecto, el álbum cuenta con varios cantantes invitados para retratar a los personajes del álbum; aunque Lucassen prefiere trabajar una sola vez con un mismo cantante, seleccionó en su mayoría antiguos colaboradores, incluidos James LaBrie (Dream Theater), Simone Simons (Epica), Floor Jansen (Nightwish), Hansi Kürsch (Blind Guardian) , Tobias Sammet (Edguy, Avantasia), Tommy Karevik (Kamelot, Séptima maravilla) y Russell Allen (Sinfonía X, Adrenaline Mob), junto con recién llegados como Tommy Giles Rogers (Between the Buried and Me), para un total de doce vocalistas. El álbum fue lanzado el 28 de abril de 2017.
En noviembre de 2016, Lucassen anunció los primeros conciertos oficiales de Ayreon para septiembre de 2017, titulados Ayreon Universe. El espectáculo contó con 16 cantantes y 11 instrumentistas, todos los cuales habían trabajado previamente junto con Lucassen en sus álbumes de estudio. A diferencia de The Theatre Equation, consistía en canciones no relacionadas de Ayreon interpretadas una tras otra como en un concierto tradicional, con algunas canciones de Star One también. Las actuaciones fueron filmadas, grabadas, y lanzadas en DVD, 3LP, 2CD, 2 Blu-ray y vinilo el 30 de marzo de 2018 con el título, Ayreon Universe: Lo mejor de Ayreon Live.
El 7 de diciembre de 2017, Lucassen declaró que un nuevo concierto de Ayreon tendría lugar el 22 de junio de 2018 en el festival de metal "Graspop Metal Meeting". Contó con los mismos instrumentistas que los shows de Ayreon Universe y la mayoría de sus vocalistas, junto con Simone Simons, Barry Hay y Tom S. Englund, que nunca antes habían actuado en vivo con Ayreon, y Mark Jansen, que nunca antes había colaborado con Lucassen; El propio Lucassen interpretó algunas canciones.

## Etimología
El propio Arjen explicó el origen del nombre "Ayreon" en una entrevista:

Aunque me gusta que mi propio nombre suene parecido al nombre del proyecto, es pura coincidencia. ¡Aun así, nadie parece creerme!
Originalmente, el nombre del personaje principal era "Aries". Pero tuve que cambiarlo para que encajara en la métrica de la canción. Quería que el nuevo nombre sonara anticuado, debido a las influencias medievales (del álbum), así que usé el sonido "AY" del inglés antiguo (como en Aylesbury, Ayrshire). Pero también quería que suene moderno, por las partes futuristas, así que usé "ON" (como en electron, neutron, etc), y así surgió Ayreon.

## Discografía

### Álbumes
- The Final Experiment (1995)

- Actual Fantasy (1996)
- Into the Electric Castle (1998)
- Universal Migrator Part 1: The Dream Sequencer (2000)
- Universal Migrator Part 2: Flight of the Migrator (2000)
- The Human Equation (2004)
- 01011001 (2008)
- The Theory Of Everything (2013)
- The Source (2017)
- Transitus (2020)

### Singles/EP
- Sail Away To Avalon (1995)
- The Stranger From Within (1996)
- Temple Of The Cat (2000)
- Day Eleven: Love (2004)
- Day Sixteen: Loser (2004)
- Come Back to Me (2005)
- Elected (2008)

### Recopilatorios
- Ayreonauts Only (2001) Recopilatorio de rarezas y pistas descartadas.
- Timeline (2008)

### Álbumes en vivo
- The Theater Equation (2015)
- Ayreon Universe (2017)

## Miembros

### Fundador
- Arjen Anthony Lucassen – voz, guitarras, bajo, sintetizador, órgano Hammond

### Invitados
- Cantantes
  - Amanda Somerville (Trillium, Exit Eden, HDK)
  - Andi Deris (Helloween)
  - Anneke van Giersbergen (ex The Gathering, VUUR, The Gentle Storm)
  - Astrid van der Veen (Ambeon, The Endorphins)
  - Axel Joseph Langemeijer (ex Bodine)
  - Barry Hay (Golden Earring)
  - Bob Catley (Magnum)
  - Bruce Dickinson (Iron Maiden)
  - Cammie Gilbert (Oceans of Slumber)
  - Caroline Westendorp (ex The Charm The Fury)
  - Cristina Scabbia (Lacuna Coil)
  - Damian Wilson (ex Rick Wakeman, Threshold (UK), Landmarq)
  - Dan Swanö (Nightingale, Edge of Sanity, Bloodbath)
  - Daniel Gildenlöw (Pain of Salvation)
  - Dave Brock (Hawkwind)
  - Debby Schreuder
  - Dee Snider (Twisted Sister)
  - Devin Townsend (Strapping Young Lad)
  - Devon Graves (Dead Soul Tribe)
  - Dianne van Giersbergen (Ex Libris, ex Xandria)
  - Edward Reekers (ex Kayak)
  - Edwin Balogh (ex Omega)
  - Eric Clayton (Saviour Machine)
  - Fabio Lione (Rhapsody Of Fire)
  - Fish (Fish, ex Marillion)
  - Floor Jansen (Nightwish, Ex After Forever)
  - Gary Hughes (Ten)
  - George Oosthoek (Orphanage)
  - Hansi Kürsch (Blind Guardian)
  - Heather Findlay (Mostly Autumn)
  - Ian Parry (Elegy)
  - Irene Jansen
  - Jacqueline Govaert (Krezip)
  - James LaBrie (Dream Theater)
  - Jan-Chris de Koeijer (ex Gorefest)
  - Jay van Feggelen (ex Bodine)
  - Janne "JB" Christoffersson (Grand Magus)
  - Johan Edlund (Tiamat, Lucyfire)
  - Johanne James (Threshold, Kyrbgrinder)
  - John Cuijpers (Praying Mantis)
  - Jonas Renkse (Katatonia, Bloodbath, ex October Tide)
  - Jorn Lande
  - Lana Lane
  - Lenny Wolf (Kingdom Come)
  - Leon Goewie (Vengeance)
  - Lisette van den Berg (Scarlet Stories)
  - Lucie Hillen
  - Magali Luyten (Beautiful Sin, Over Us Eden, Virus IV)
  - Magnus Ekwall (The Quill)
  - Marcela Bovio (MaYan, ex Hydra, ex Elfonía, Stream of Passion)
  - Marco Hietala (ex Nightwish)
  - Marjan Welman (Autumn)
  - Mark McCrite (Rocket Scientists)
  - Michael Mills (Toehider)
  - Mikael Åkerfeldt (Opeth, Bloodbath)
  - Mike Baker (Shadow Gallery)
  - Mirjam van Doorn
  - Mouse (Tuesday Child)
  - Neal Morse (ex Spock's Beard)
  - Okkie Huysdens
  - Paul Manzi (ex Arena)
  - Peter Daltrey (ex Kaleidoscope)
  - Ralf Scheepers (Primal Fear)
  - Robert Soeterboek (Wicked Sensation)
  - Robert Westerholt (Within Temptation)
  - Russell Allen (Symphony X)
  - Ruud Houweling (Cloudmachine)
  - Sharon den Adel (Within Temptation)
  - Simone Simons (Epica)
  - Steve Lee (Gotthard)
  - Tobias Sammet (Avantasia Edguy)
  - Timo Kotipelto (Stratovarius)
  - Tom Baker
  - Tom Englund (Evergrey)
  - Tommy Karevik (Kamelot, Seventh Wonder)
  - Zaher Zorgati (Myrath)

- Guitarristas
  - Ferry Duijsens (VUUR)
  - Joe Satriani
  - Lori Linstruth ((ex-Stream of Passion))
  - Gary Wehrkamp (Shadow Gallery)
  - Guthrie Govan (ex Asia)
  - Jan Somers (Vengeance)
  - Marcel Coenen (Sun Caged)
  - Marty Friedman (ex Megadeth)
  - Michael Romeo (Symphony X)
  - Oscar Holleman (ex Vengeance)
  - Paul Gilbert (Mr. Big, Racer X)
  - Peer Verschuren (ex Vengeance)
  - Rheno Xeros (ex Bodine)
  - Ruud Houweling (Cloudmachine)
  - Fernando Lazo (Saurus)

- Bajistas
  - Armand van der Hoff (ex Bodine)
  - Jan Bijlsma (ex Vengeance)
  - Johan van Stratum (ex-Stream of Passion, VUUR)
  - Jolanda Verduijn
  - Peter Vink (ex Finch)
  - Rheno Xeros (ex Bodine)
  - Walter Latupeirissa (Snowy White)

- Flautistas
  - Barry Hay (Golden Earring)
  - Ewa Albering (ex Quidam)
  - Jeroen Goossens
  - John McManus (Celtus)
  - Thijs van Leer (Focus)

- Didgeridoo
  - Jeroen Goossens

- Hurdy Gurdy
  - Patty Gurdy

- Teclado / Clave / Piano / Sintetizadores / Órgano Hammond
  - Cleem Determeijer (ex Finch)
  - Clive Nolan (Arena)
  - Derek Sherinian (ex-Dream Theater)
  - Gary Wehrkamp (Shadow Gallery)
  - Jens Johansson (Stratovarius)
  - Jordan Rudess (Dream Theater)
  - Joost van den Broek (After Forever)
  - Keiko Kumagai (Ars Nova)
  - Keith Emerson (Emerson Lake & Palmer)
  - Ken Hensley (Uriah Heep)
  - Martin Orford (IQ, Jadis)
  - Oliver Wakeman (Yes)
  - René Merkelbach
  - Rick Wakeman (Yes)
  - Robby Valentine (Valentine)
  - Roland Bakker (ex Vengeance (Hol))
  - Ton Scherpenzeel (Kayak)

- Sitar
  - Jack Pisters

- Trompa
  - Alex Thyssen

- Trompetas
  - Thomas Cochrane

- Violoncello
  - Dewi Kerstens
  - Jurriaan Westerveld
  - Maaike Peterse (Kingfisher Sky)
  - Marieke van der Heyden
  - Taco Kooistra

- Batería
  - Ed Warby (VUUR, ex Gorefest)
  - Ernst van Ee (Trenody)
  - Gerard Haitsma (ex Bodine)
  - John Snels (ex Vengeance)
  - Juan van Emmerloot
  - Matt Oligschlager (ex Vengeance)
  - Rob Snijders (ex Celestial Season)
  - Stephen van Haestregt (ex Within Temptation)
  - Alexander Manyakin (ex Aria)

- Violín
  - Ben Mathot (Dis)
  - Ernö Olah (Metropole Orchestra)
  - Pat McManus (Celtus)
  - Robert Baba